# Ян Кохановский над телом дочери Урсулы
«Ян Кохановский над телом дочери Урсулы» (пол. Jan Kochanowski nad zwłokami Urszulki) — картина польского художника Яна Матейко на исторический сюжет, созданная в 1862 году. Она утрачена, сохранившийся акварельный эскиз хранится в Национальном музее в Варшаве.
На картине изображён польский поэт Ян Кохановский, склонившийся над телом своей маленькой дочери. Он обнимает девочку и целует её в лоб. Урсула, одетая в белое платье, лежит в гробу, на её груди — большой крест. Фон размыт, но слева видна свеча, а справа — изображение Богоматери с младенцем Иисусом.